# Messier 77
Messier 77 (NGC 1068) é uma galáxia espiral (Sb) na direção da constelação de Cetus. Possui uma ascensão reta de 02 horas, 42 minutos e 40.7 segundos e uma declinação de -00° 00' 48". É o membro mais brilhante do Grupo M77.
A galáxia M77 foi descoberta por Pierre Méchain em 29 de outubro de 1780. Ele atribuiu a descoberta desta galáxia a Charles Messier.

## Descoberta e visualização
A galáxia espiral foi descoberta pelo astrônomo francês Pierre Méchain em 29 de outubro de 1780, sendo catalogado pelo seu colega de observatório, Charles Messier, em 17 de dezembro daquele ano. Messier descreveu-a como "um aglomerado com nebulosidade", possivelmente enganado por estrelas próximas ou confundindo seus aglomerados estelares com estrelas. Foi uma das primeiras galáxias espirais reconhecidas, listada por William Parsons como uma das "14 nebulosas espirais".

## Características

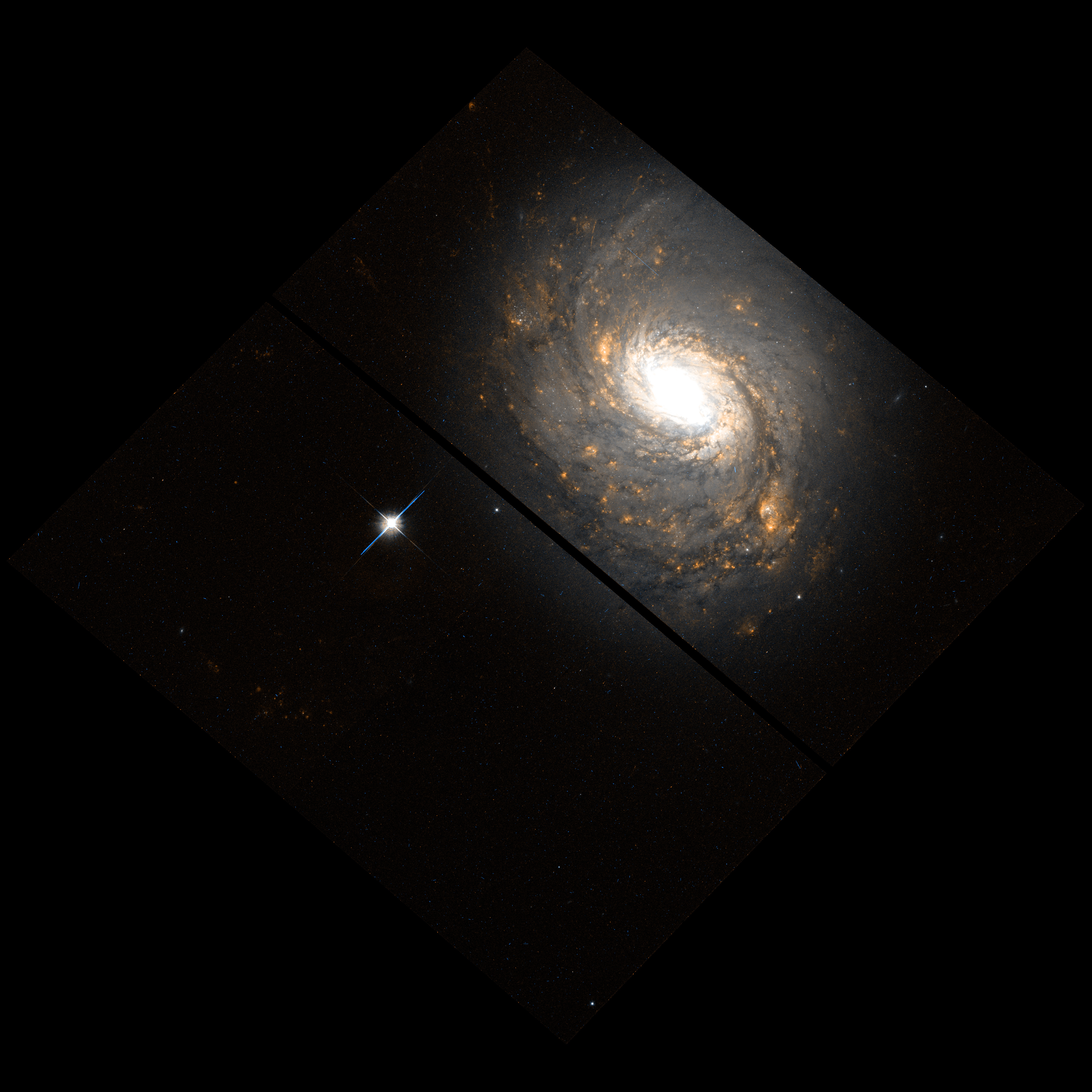
Messier 77, Telescópio Espacial Hubble

Contém um núcleo galáctico ativo e a galáxia é classificada como uma galáxia Seyfert. É uma das maiores galáxias do catálogo Messier, tendo um diâmetro real de 170 000 anos-luz. As regiões mais próximas do núcleo são habitadas por estrelas jovens, azuis, enquanto que as partes mais externas são habitadas por estrelas mais velhas, amarelas e vermelhas.
Situa-se a cerca de 60 milhões de anos-luz, a mesma distância que separa a Terra do aglomerado de Virgem, embora a galáxia em si esteja a uma grande distância do aglomerado. Afata-se do Sistema Solar a uma velocidade de 1100 km/s, primeiramente medido por Vesto M. Slipher no observatório Lowell em 1914: sua velocidade de afastamento é superada apenas pela galáxia do Sombreiro (M104) dentre os objetos Messier.
A massa de seu disco interno corresponde a 27 bilhões de vezes a massa solar, enquanto que a massa total da galáxia pode superar 109 (um trilhão) massas solares. Suas linhas espectrais são amplas, indicando a existência de nuvens de gás que estão em rápido movimento emrelação ao núcleo galáctico, a mais de 100 km/s. Também foram identificadas, de acordo com Edward Arthur Fath, linhas espectrais comumente vistas em nebulosas planetárias, confirmadas por Slipher e Edwin Hubble, que classifica a galáxia como uma galáxia Seyfert tipo II.
Seu núcleo é um emissor de rádio, fato descoberto por Bernard Yarnton Mills em 1952. Foi designado como Cetus A e listado como a entrada 3C 71 no Terceiro Catálogo de Cambridge de Fontes de Rádio. Investigações de seu núcleo a partir do obseravatório W. M. Keck em infravermelho indicaram a presença de uma estrutura pontual no núcleo da galáxia, com apenas 12 anos-luz de diâmetro, envolvida por outra estrutura alongada de 100 anos-luz de extensão. A atividade do núcleo de M77 é responsabilizada a um objeto supermaciço, com massa equivalente a 10 milhões de massas solares. Há também um disco gigante, com 5 anos-luz de diâmetro, orbitando esse objeto, composto principalmente de água.
A região do disco interno próxima ao núcleo galáctico contém nebulosas de emissão com consideráveis velocidades de expansão. Nessas nebulosas, há uma intensa atividade de formação estelar, uma das mais brilhantes conhecidas em um raio de 100 milhões de anos-luz a partir da Terra. É a galáxia dominante de seu grupo de galáxias, o grupo M77, que também inclui as galáxias NGC 1055, NGC 1073, UGC 2161, UGC 2275, UGC 2302, UGGA 44 e Markarian 600.

## Galeria

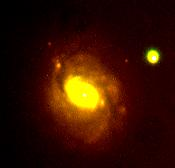
Messier 77
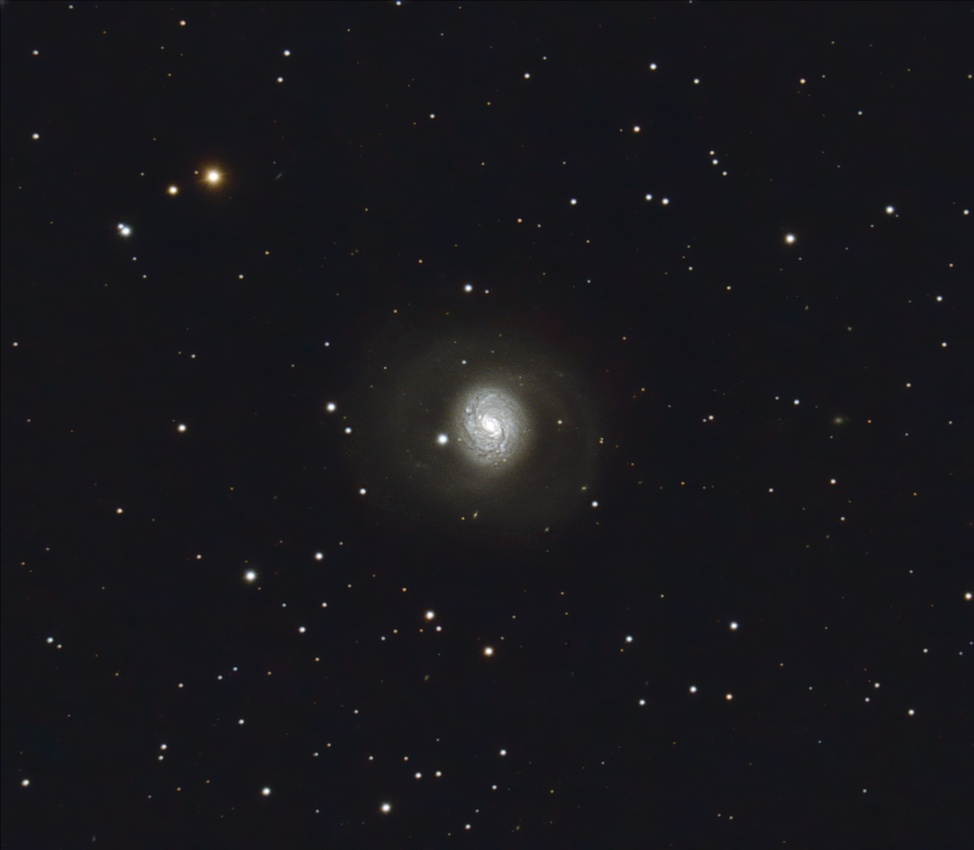
Messier 77, Hunter Wilson
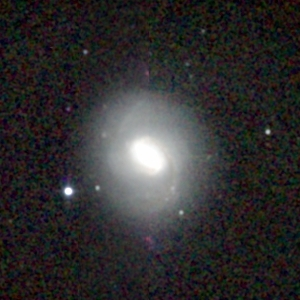
Messier 77, projeto 2MASS